# Бабца (Сату Маре)
Бабца (рум. Babța) насеље је у Румунији у округу Сату Маре у општини Богданд. Oпштина се налази на надморској висини од 243 m.

## Становништво
Према подацима из 2002. године у насељу је живело 843 становника, од којих су сви румунске националности.